# Oskar Gröning
Oskar Gröning, talvolta citato come Oscar Groening (Nienburg/Weser, 10 giugno 1921 – 9 marzo 2018), è stato un militare tedesco testimone di parte nazista delle attività svolte nel campo di concentramento di Auschwitz.
Egli fu sottufficiale delle SS (Unterscharführer) di stanza nel campo di concentramento di Auschwitz: i suoi compiti includevano il conteggio e l'inventariazione del denaro sottratto ai prigionieri, oltre alla presa in carico dei loro effetti personali. In alcune occasioni assistette alle procedure di sterminio di massa nel campo. Dopo essere stato trasferito da Auschwitz ad una unità combattente nell'ottobre del 1944, Gröning fu catturato dai soldati britannici il 10 giugno 1945. Divenuto prigioniero di guerra fu successivamente trasferito in Gran Bretagna e condannato ai lavori forzati.
Alla fine della reclusione ritornò in Germania, conducendo successivamente una vita normale, riluttante a parlare dei suoi anni passati ad Auschwitz. Tuttavia, oltre 40 anni dopo, essendo venuto a conoscenza delle affermazioni negazioniste relative allo sterminio di massa degli ebrei deportati, decise di rendere nota pubblicamente la sua attività svolta ad Auschwitz. Da quel momento egli iniziò a criticare apertamente coloro che negavano che i fatti di cui egli era stato testimone fossero mai avvenuti, così come l'ideologia nazista cui aveva inizialmente aderito.
Gröning si è caratterizzato come un tedesco disposto a fare pubbliche dichiarazioni critiche sulla sua esperienza come soldato nelle SS, accettando di autoaccusarsi e di sottoporre la propria vita ad un esame pubblico. I resoconti da lui registrati presso la BBC, tuttavia, hanno contribuito in maniera decisiva alla decisione di incriminarlo, nonostante la sua attività svolta contro i negazionisti dell'Olocausto.
Nel settembre 2014 Gröning venne accusato di complicità in omicidio in 300.000 casi, per il ruolo da lui svolto nel campo di concentramento di Auschwitz. Il suo processo cominciò nell'aprile 2015, dopo che la corte decise che, nonostante l'età di 93 anni, egli fosse ancora in grado di essere processato. Il processo si tenne a Lüneburg, in Germania. Nel luglio 2015, tre anni prima della sua morte, venne riconosciuto colpevole di favoreggiamento in omicidio di massa e condannato a scontare quattro anni di prigione.

## Biografia

### Infanzia e giovinezza
Gröning nasce nel 1921 nella Bassa Sassonia, figlio di un esperto operaio qualificato impiegato nel settore tessile, politicamente rigidamente conservatore, perdendo la madre all'età di quattro anni. Suo padre, orgogliosamente nazionalista, dopo la sconfitta tedesca nella prima guerra mondiale aderì allo Stahlhelm; la sua rabbia per il modo in cui la Germania era stata trattata in conseguenza del Trattato di Versailles aumentò a seguito della bancarotta del settore tessile nel 1929.
Gröning ha affermato che la sua infanzia era stata all'insegna della "disciplina, obbedienza e rispetto dell'autorità". Da sempre affascinato dalle uniformi militari, uno dei primi ricordi della sua vita è mentre osserva le immagini fotografiche di suo nonno, che prestò servizio nel reggimento d'elite del Ducato di Brunswick, mentre suona la tromba in sella al suo cavallo. Aderì all'inizio degli anni trenta, durante l'infanzia, allo Scharnhorstbund, l'organizzazione giovanile dello Stahlhelm, e successivamente alla Gioventù hitleriana quando il partito nazista andò al governo nel 1933.
Influenzato dalla educazione ricevuta in famiglia, sentì che il nazismo era vantaggioso per la Germania e credette che i nazisti fossero "persone che volevano il meglio per la Germania e facevano qualcosa per lei." Partecipò personalmente al rogo dei libri scritti dagli ebrei o da altri autori che i nazisti consideravano degenerati, nella convinzione di stare aiutando la Germania a liberarsi da una cultura aliena, e considerò che il Nazionalsocialismo stava ottenendo un effetto positivo sull'economia, puntando ad una bassa disoccupazione.
Gröning terminò gli studi con ottimi voti e cominciò l'apprendistato come impiegato di banca all'età di 17 anni, ma la guerra fu dichiarata poco dopo l'inizio del suo impiego ed otto dei venti impiegati furono richiamati alle armi. Ciò favorì la carriera dei restanti tirocinanti in un relativamente breve arco di tempo: tuttavia, nonostante queste opportunità, Gröning ed i suoi colleghi rimasero impressionati dalle veloci vittorie tedesche in Polonia ed in Francia e ciò alimentò in loro il desiderio di dare un personale contributo alla guerra.

### Carriera nelle SS
Gröning voleva far parte di una unità militare d'élite e si pose l'obbiettivo di entrare nelle Schutzstaffel. Senza che suo padre lo sapesse, egli si arruolò durante un incontro di reclutamento delle SS organizzato in un albergo. Gröning afferma che, tornato a casa, suo padre rimase deluso nell'apprendere la notizia.
Gröning si descrive come un "uomo da scrivania" e racconta della sua soddisfazione nel ruolo di amministrazione delle paghe delle SS, che gli permise di abbracciare sia l'aspetto militare che amministrativo, come egli desiderava da una carriera lavorativa.

## Ad Auschwitz

### L'arrivo

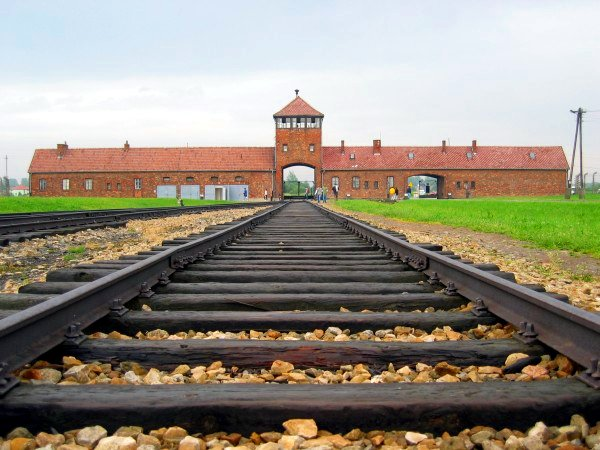
L'accesso ferroviario al campo di sterminio di Auschwitz.

Gröning lavorò come contabile per un anno fino al 1942, quando le SS stabilirono che i lavori d'ufficio dovevano essere riservati agli invalidi di guerra, e che il personale fisicamente sano doveva essere destinato ai compiti più impegnativi.
Gröning e altri 22 suoi colleghi si recarono a Berlino per conferire presso il centro amministrativo delle SS, il WVHA: qui fu tenuto un discorso da parte di alcuni ufficiali di alto rango che ricordarono loro il giuramento di fedeltà prestato e che avrebbero potuto onorare accettando di svolgere un compito difficile. Il compito era top secret e Gröning ed i suoi colleghi dovettero sottoscrivere una dichiarazione con cui essi si impegnavano a non rivelarlo né ai famigliari, né agli amici, né al personale non appartenente alla loro unità. Una volta firmato, essi furono divisi in vari gruppi più piccoli e condotti in varie stazioni di Berlino dove presero un treno in direzione di Katowice con ordini da consegnare a Rudolf Höß, comandante di Auschwitz, una località che Gröning non aveva mai sentito nominare prima.
All'arrivo al campo principale, furono alloggiati in cuccette provvisorie nella caserma delle SS, accolti calorosamente dai loro camerati e rifocillati. Gröning rimase stupito della varietà di cibo disponibile in aggiunta alle essenziali razioni fornite alle SS. I nuovi arrivati erano curiosi di scoprire la funzione cui era destinata Auschwitz. Gli fu detto che essi l'avrebbero scoperto da soli perché quello era un particolare tipo di campo di concentramento. Poi qualcuno aprì la porta gridando "Trasporto!", provocando l'uscita dalla stanza di tre e quattro persone.
Il giorno successivo Gröning e gli altri nuovi arrivati si presentarono a rapporto presso gli uffici amministrativi, ove furono richieste informazioni sulla loro vita precedente l'inizio della guerra. Uno degli ufficiali affermò che l'esperienza di Gröning come impiegato di banca avrebbe potuto essere utile e lo portò in una baracca ove era tenuto il denaro dei prigionieri, affermando che quando i prigionieri venivano registrati nel campo il loro denaro era conservato in quel luogo per essere infine restituito una volta tornati in libertà.
A Gröning divenne chiaro che Auschwitz non era un normale campo di internamento, con razioni di cibo sopra alla media, ma che esso era adibito a qualche ulteriore funzione. Indagando ulteriormente, ottenne la conferma dai suoi camerati che in quel luogo gli ebrei venivano sistematicamente sterminati, incluso il trasporto di prigionieri che erano arrivati la notte precedente.

### Il compito

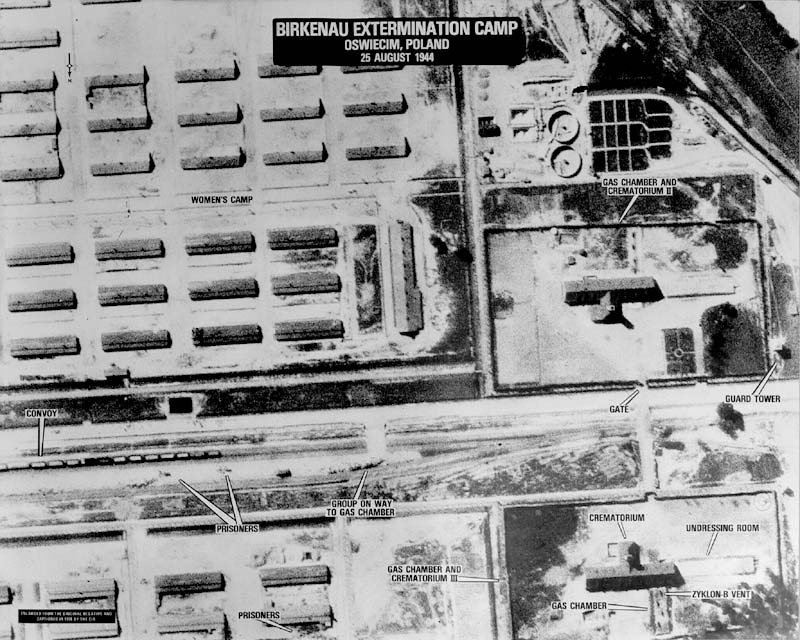
Una foto aerea del campo di concentramento di Birkenau mostra un trasporto recentemente arrivato al terminale ferroviario posto all'interno del campo, costruito nel maggio 1944. Il processo di selezione dei prigionieri appare completato e coloro che sono stati selezionati per le camere a gas vengono condotti al Crematorium II, come evidenziato dal cancello aperto.

Le responsabilità di Gröning includevano l'ordinamento e il conteggio della varietà di valute sottratte ai deportati arrivati, la spedizione del denaro a Berlino, la custodia degli averi degli arrivati fino al loro ordinamento. Egli afferma che rimase stupito quando apprese del processo di eliminazione, ma che successivamente accettò di esserne parte, tanto che il suo lavoro divenne "routine" dopo alcuni mesi .
Il suo lavoro burocratico non lo protesse completamente dal contatto fisico con il processo di sterminio: sin dai primi giorni vide bambini nascosti sul treno e persone inabili a muoversi rimaste tra l'immondizia che, dopo la selezione, venivano colpiti ed uccisi.
Gröning raccontò inoltre:
Dopo avere assistito a questa scena, Gröning afferma che andò dal suo comandante e gli disse di non potere lavorare più ad Auschwitz, perché seppure lo sterminio degli ebrei era necessario "almeno doveva attenersi alla modalità stabilita.". Gröning afferma che il suo superiore respinse la sua richiesta citando un documento che lui aveva firmato prima di essere destinato a quel ruolo, costringendolo a continuare il suo lavoro.
Una notte della fine del 1942, Gröning e i suoi camerati che stazionavano nelle baracche delle SS nei dintorni di Birkenau furono svegliati da un allarme. Gli fu detto che un gruppo di ebrei destinati alle camere a gas erano fuggiti e si nascondevano nei boschi. Gli fu ordinato di prendere le loro armi e andarli a cercare. Quando il suo gruppo arrivò nell'area di sterminio del campo videro una fattoria, davanti alla quale c'erano delle SS ed i corpi di sette o otto prigionieri che erano stati presi ed uccisi. Le SS dissero a Gröning ed ai suoi camerati che potevano tornare indietro ma essi decisero di rimanere ad aspettare all'ombra dei boschi. Poterono così osservare un soldato delle SS indossare una maschera antigas e svuotare un barattolo di Zyklon B in uno sportello nel muro del cottage.
Gröning racconta che il brusio proveniente dal suo interno "si tramutò in un lungo urlo" per un minuto, poi il silenzio. Un camerata successivamente gli mostrò i corpi che erano stati bruciati in una buca, mentre un kapo presente gli raccontò alcuni dettagli del rogo, ad esempio come i gas impossessatisi dei corpi li facesse muovere mentre bruciavano.
Gröning afferma che tutto ciò interruppe la relativa tranquillità che il suo lavoro gli aveva dato fino ad allora, ed ancora una volta reclamò presso il suo superiore: il suo capo, un sottotenente delle SS (Untersturmführer), ascoltò ma gli ricordò che lui ed i suoi camerati avevano preso un impegno, così nuovamente essi ritornarono al lavoro. Gröning comunque da quel momento fece in modo di evitare di essere testimone degli aspetti più sgradevoli della attività del campo .

## Dopo Auschwitz

### In Gran Bretagna
L'impegno di Gröning per farsi trasferire in una unità attiva sulla linea del fronte ebbe successo, e nel 1944 si unì ad una unità combattente nelle Ardenne. Ferito, venne inviato in un ospedale da campo, per poi ritornare a combattere sul fronte presso la sua unità finché essa si arrese ai soldati britannici. Catturato il 10 giugno 1945, giorno del suo compleanno, consapevole che dichiarando il suo "coinvolgimento nel campo concentramento di Auschwitz avrebbe provocato una reazione negativa", che "chi vince ha sempre ragione" e che le cose successe ad Auschwitz "non sempre rispettavano i diritti umani", scrisse sul modulo compilato per i britannici di avere lavorato per il SS-Wirtschafts-Verwaltungshauptamt.
Gröning ed i suoi restanti camerati delle SS furono imprigionati in un ex campo di concentramento nazista. Successivamente, nel 1946, fu trasferito in Gran Bretagna come lavoratore forzato, trascorrendo un periodo di vita "veramente confortevole", mangiando buon cibo, guadagnando qualcosa, viaggiando attraverso le Midlands e la Scozia, tenendo concerti per quattro mesi, cantando inni tedeschi e canzoni tradizionali inglesi di fronte ad un grato pubblico britannico.

### Ritorno in Germania
Gröning fu rilasciato e ritornò in Germania nel 1947 o 1948. Una volta riunito a sua moglie, disse: "Donna, facciamoci un favore: non chiedere nulla." A causa del fatto di essere stato un membro delle SS gli fu impossibile riprendere il suo lavoro in banca, così ottenne un lavoro presso una vetreria, ove fece carriera fino ad ottenere un ruolo direttivo, diventando capo del personale ed anche giudice onorario nei casi inerenti al tribunale del lavoro.
Nel dopoguerra Gröning abitò presso il suo patrigno. Un giorno a pranzo fu fatta una sciocca osservazione su Auschwitz, che implicava però che egli fosse un "potenziale o reale assassino": Gröning si infuriò con l'autore, sbattendo il pugno sul tavolo, esclamando: "Questa parola e questo argomento non deve essere mai, e dico mai, essere menzionato in mia presenza, altrimenti me ne vado via da qui!". Da quel momento la sua richiesta venne rispettata.

## La negazione dell'Olocausto
Gröning condusse una normale vita borghese dopo la guerra. Appassionato collezionista di francobolli, un giorno mentre si trovava all'incontro annuale organizzato in un club filatelico locale, circa 40 anni dopo la fine della guerra, entrò in una discussione politica con una persona: quest'ultima sosteneva come fosse "terribile" che la negazione dell'Olocausto fosse considerata un reato in Germania, continuando ad osservare che tutti quei corpi non potevano essere bruciati, e come la quantità di gas che si affermava fosse stata usata avrebbe dovuto uccidere anche tutti gli esseri viventi presenti nelle vicinanze.
Gröning non rispose a queste affermazioni, limitandosi solo ad una breve risposta: "Io ne so un po' di più riguardo a queste cose, ne dovremmo discutere una volta o l'altra." L'uomo gli raccomandò allora la lettura di un pamphlet del negazionista Thies Christophersen. Gröning ne ottenne una copia e dopo averla letta la spedì a Christophersen stesso, con sopra scritto un suo commento che includeva queste parole:
Da quel momento Gröning cominciò a ricevere chiamate e lettere da estranei che tentavano di spiegargli che Auschwitz in verità non era un luogo di sterminio di esseri umani nelle camere a gas. Infatti il suo commento di condanna della negazione dell'Olocausto era stato pubblicato su una rivista neonazista e la maggioranza delle telefonate e delle lettere venivano "da persone che tentavano di dimostrare che quello che io avevo visto con i miei occhi, la mia esperienza ad Auschwitz era un grande, grande errore, una grande allucinazione da parte mia, perché esso non era mai successo".
Come conseguenza di questi commenti, Gröning decise di parlare apertamente della sua esperienza, denunciando pubblicamente coloro che continuavano a sostenere che gli eventi di cui lui era stato testimone non erano mai successi. Il suo messaggio ai negazionisti dell'Olocausto è:
Gröning ha scritto anche memorie destinate alla sua famiglia, consistenti in 87 pagine.

## L'affermazione dell'Olocausto
Gröning non si considerava colpevole di fatto di qualche crimine, in quanto egli in nessun modo era mai stato direttamente coinvolto nelle uccisioni. Egli ha descritto il suo essere stato parte della macchina dello sterminio autodefinendosi come involontaria "piccola ruota nell'ingranaggio", il che l'aveva reso a sua volta involontariamente colpevole.. Quanto alle sue convocazioni a testimoniare in tribunale contro un membro delle SS, accusato dell'omicidio di prigionieri ad Auschwitz, egli aveva continuato a proclamarsi innocente agli occhi della legge, sottolineando il fatto di avere parlato in quell'occasione come testimone e non come imputato.
Nel libro con DVD intitolato Auschwitz: I Nazisti e la "Soluzione Finale", l'autore Laurence Rees afferma che anche se Gröning aveva richiesto di lasciare Auschwitz dopo essere stato testimone delle uccisioni, la sua obiezione era stata formulata solo sulla base di un problema operativo, senza negare il principio militaristico generale dello sterminio di massa dei propri nemici. Gröning aveva detto che all'epoca egli aveva ritenuto che esso fosse giustificato in virtù di tutta la propaganda nazista a cui era stato assoggettato, secondo la quale i nemici della Germania dovevano essere distrutti, con ciò rendendo ai suoi occhi gli strumenti della loro distruzione (come le camere a gas) prive di particolare significato. A causa di ciò, egli afferma che i suoi sentimenti sul fatto di vedere persone e sapere che esse avrebbero avuto solo poche ore di vita prima di essere gasate erano ""molto ambigui". Egli raccontava che i bambini erano assassinati in quanto, pur non essendo in sé il nemico, vi era un pericolo a causa del loro sangue, per cui essi avrebbero potuto diventare ebrei pericolosi.
Reed punta sulla educazione ultra-nazionalista di Gröning come indicazione della sua capacità di giustificare lo sterminio di bambini indifesi. Gröning diceva che si era accorto degli orrori delle camere a gas quando aveva sentito le urla. Rees scrive che Gröning descrive il tempo passato ad Auschwitz come se stesse parlando di un altro Oskar Gröning ad Auschwitz: il risultato è che il Gröning del dopoguerra parla più candidamente di quel periodo, separando il Gröning che contribuì al funzionamento del campo della morte dal Gröning moderno che condanna l'ideologia nazista. Gröning affermava che le urla di quelli che erano nelle camere a gas non l'avevano mai lasciato, e che egli non era mai ritornato ad Auschwitz a causa del suo senso di vergogna. Lui diceva di sentirsi colpevole verso il popolo ebraico, per aver fatto parte dell'organizzazione che aveva commesso dei crimini contro di esso, anche se "non sono stato personalmente uno di coloro che li ha perpetrati". Egli chiedeva di essere perdonato da Dio e dal popolo ebraico.

## Il processo
Nel settembre 2014 Gröning venne accusato dalla magistratura di complicità in omicidio per il ruolo da lui svolto ad Auschwitz ricevendo e selezionando i prigionieri ed i loro personali averi. Il capo d'accusa affermava che Gröning contribuì all'avanzamento economico della Germania nazista e sostenne il sistematico sterminio di 300.000 dei 450.000 ebrei ungheresi che furono deportati ad Auschwitz su 137 convogli ferroviari durante l'estate del 1944. Il procedimento contro Gröning è stato descritto come parte dello sforzo finale della Germania postbellica per portare di fronte alla giustizia gli ultimi nazisti sospetti di crimini di guerra.
Il processo prese il avvio il 20 aprile 2015 di fronte alla Corte regionale di Luineburgo. Nella dichiarazione d'apertura Gröning aveva chiesto perdono per il suo ruolo principalmente amministrativo svolto ad Auschwitz nell'estate del 1944, affermando: "Non c'è dubbio che condivido una colpa morale", ha detto il novantatreenne ai giudici, ammettendo che egli era a conoscenza dell'utilizzo delle camere a gas per uccidere gli ebrei gli altri prigionieri. "Chiedo perdono. Io condivido la colpa moralmente, ma se sono colpevole anche per il codice penale lo dovete decidere voi.".
Durante il processo alcuni dei 50 co-accusatori sono intervenuti: Eva Mozes Kor che aveva 10 anni quando arrivò ad Auschwitz aveva testimoniato che lei e la sua sorella gemella erano utilizzate per i crudeli esperimenti medici condotti da Josef Mengele e che lei aveva perso i suoi genitori e le sorelle più grandi ad Auschwitz. Dopo aver reso la sua testimonianza, Kor aveva conversato con l'accusato e poi i due si erano abbracciati, in un gesto di perdono che provocò reazioni e contestazioni da parte degli altri co-querelanti sopravvissuti all'Olocausto. Un altro testimone, Max Eisen, all'epoca quindicenne, aveva descritto la brutalità nel campo destinata allo sterminio, tra cui l'estrazione dei denti d'oro dai cadaveri delle vittime.
Il 12 maggio 2015 Susan Pollack, una ottantaquattrenne bretone, testimoniò della sua deportazione dall'Ungheria ad Auschwitz e Bergen-Belsen; descrivendo le condizioni di vita incontrate ad Auschwitz, aveva detto: "Ero in una baracca con altre 800 ragazze circa... stavamo perdendo peso, non eravamo più capaci di usare le nostre menti". Lo stesso giorno Ivor Perl, una bretone di 83 anni nata in Ungheria in una famiglia ebrea molto religiosa, testimoniò che aveva 12 anni quando arrivò ad Auscwitz, e che lì lei e suo fratello persero i genitori e nell'Olocausto gli altri sette fratelli. Nel mese di luglio Irene Weiss, una sopravvissuta di 84 anni proveniente dagli Stati Uniti, testimoniò che la sua famiglia fu lacerata all'arrivo ad Auschwitz nel maggio del 1944, durante la deportazione di massa degli ebrei ungheresi, perdendo in quel luogo entrambi i genitori, quattro fratelli e 13 cugini.

### La sentenza finale
Il 15 luglio 2015 Gröning è stato riconosciuto colpevole di complicità nell'omicidio di almeno 300.000 ebrei e condannato a quattro anni di reclusione. In reazione a questa sentenza, la sopravvissuta Eva Mozes Kor ha detto di essere "delusa" aggiungendo:"Stanno provando a insegnarci una lezione: se commetti un crimine, sarai punito. Ma io non penso che la Corte abbia agito in maniera appropriata condannandolo a 4 anni di prigione. È ormai troppo tardi per quel tipo di sentenza... Avrei preferito che fosse stato condannato a svolgere un servizio civile di denuncia contro il neonazismo. Mi piacerebbe che la Corte riuscisse a provare a me, una sopravvissuta, che quattro anni in prigione renderanno un beneficio a qualcuno." L'appello presentato dall'avvocato difensore di Gröning, Hans Holtermann, è stato rigettato il 28 novembre 2016 dalla Corte di Giustizia Federale tedesca (BGH).
Gröning è morto nel 2018, a 96 anni, pochi mesi dopo il rifiuto della sua domanda di grazia da parte del tribunale di Luneburgo.

### Annotazioni
1. ↑  Il Codice penale tedesco prevede che la vittima di alcuni tipi di crimine, o il coniuge, partner, figlio, parente o genitore di una vittima di omicidio possa scegliere di agire come "co-ricorrente" [Nebenkläger], in aggiunta al pubblico ministero che agisce come ricorrente durante un processo. Ciò comporta alcuni vantaggi procedurali. Si veda anche Johan Dehoust, Zu groß für Vergebung [Too Big for Forgiving], in Die Zeit, 2 luglio 2015. URL consultato il 3 luglio 2015.